# 6217 Kodai
6217 Kodai eller 1975 XH är en asteroid i huvudbältet som upptäcktes den 1 december 1975 av den båda chilenska astronomerna Carlos R. Torres och Sergio Barros på Cerro El Roble. Den har fått sitt namn efter Kodai Fukushima.
Asteroiden har en diameter på ungefär 8 kilometer.